# پریش سنت اندرو (جامائیکا)
پریش سنت اندرو (به لاتین: Saint Andrew Parish) یک منطقهٔ مسکونی در جامائیکا است که در شهرستان سوری، جامائیکا واقع شده‌است. پریش سنت اندرو ۴۵۵ کیلومتر مربع مساحت و ۵۷۳٬۳۶۹ نفر جمعیت دارد.